# あいはら友子
あいはら 友子（あいはら ともこ、1954年〈昭和29年〉7月14日 - ）は、日本の女優、株式評論家、画家。日本テクニカルアナリスト協会公認テクニカルアナリスト。高野山真言宗僧籍・高野山宝亀院福寿会理事。兵庫県神戸市出身。兵庫県立御影高等学校、関西学院大学法学部卒業。あいはら友子事務所所属。
本名：高木 かよ子（旧姓名、原 かよ子）。旧芸名、原田 真弓（はらだ まゆみ）、相原 友子（あいはら ともこ）。

## 来歴・人物
関西学院大学の学生時代に、地元テレビ局のサンテレビで、「サンテレビガールズ」の一員として1年間活動していた。
1977年の大学卒業を機に、「原田 真弓」の芸名で、特撮テレビドラマ『小さなスーパーマン ガンバロン』（日本テレビ）などに出演。翌年（1978年）には「相原 友子」の芸名で、NHK連続テレビ小説『わたしは海』のヒロインを演じてお茶の間の人気を得る。
だが、その後は低迷期を迎え司会業などに転じていたが、1985年の東宝映画『刑事物語 くろしおの詩』で映画初出演し、女優として再スタートを切る。以後は多数のテレビドラマや舞台に出演。この間、芸名を「あいはら 友子」と改名。『新・極道の妻たち 惚れたら地獄』（1994年、東映）では、冷酷なやくざの情婦を演じた。
また、デビュー当時から株を始め、1987年から『マネー情報』（テレビ東京）のキャスターを務めた。以来、財テク問題に強い女優として、執筆活動や講演活動で多忙に。ラジオNIKKEIの『ファイナンシャルBOXプレミアム』（月曜日）などでも自らの株式テクニックを解説している。
著書『いまマネー情報のつかみ方』が、日本文芸大賞ノンフィクション賞を受賞。一時期心霊問題に凝り、心霊番組への出演や心霊関連の著書を発表している。画家としての顔も持つ。
1988年に医師と結婚し、一男あり。趣味は、ピアノ、旅行。特技はアーチェリー（全日本3位、モントリオールオリンピック強化選手）。

## 出演

### テレビドラマ
- 小さなスーパーマン ガンバロン 第1話「出たぞ! オソロシゴリラ」 - 第26話「巨人ドワルキン対ダイバロン」（1977年、NTV） - 西郷百合
- 哀愁 はてしなき愛（1978年、NTV）
- 連続テレビ小説 / わたしは海（1978年 - 1979年、NHK） - 主演・川村ミヨ
- めでためでたの初夢道中（1979年、NHK）
- 赤穂浪士（1979年、ANB） - 幸
- お初天神（1980年、YTV）
- 新・江戸の旋風 第22話「十年振りの手口」（1980年、CX / 東宝） - おせん
- 歴史の涙（1980年、TBS） - 保木玲子
- 長七郎天下ご免! 第37話「真珠の涙に燃えた剣」（1980年、ANB、東映） - おあき
- 木曜ゴールデンドラマ / わが首相のベッド ガン回廊の朝II（1980年、YTV）
- 大江戸捜査網（12ch・三船プロ）
  - 第463話「炎から生まれた女」（1980年） - おみよ
  - 第515話「新太郎 出産騒動右ひだり」（1981年） - おゆみ
- 旅がらす事件帖 第3話「涙に濡れた姉妹鈴」（1980年、KTV） - おはな
- 吉宗評判記 暴れん坊将軍（ANB・東映）
  - 第106話「将軍はんて何どすえ?」（1980年） - お美津
  - 第146話「ああ! 成敗涙あり」（1981年） - 美佳
  - 第203話「雪崩に消えた恋の花」（1982年） - おくみ
- 水戸黄門 第12部 第8話「にせ黄門様の悪退治 -米原-」（1981年、TBS / C.A.L） - おいね
- 鬼平犯科帳 （ANB / 東宝）
  - 第2シリーズ 第3話「二つの顔」（1981年） - おみよ
  - 第3シリーズ 第14話「蛙の長助」（1982年） - おきよ、おきち（二役）
- 幻之介世直し帖 第7話「はやぶさが二人いた!?」（1981年、NTV）
- 斬り捨て御免! 第2シリーズ 第5話「女呪いの双つぼくろ」（1981年、12ch） - お市
- 太陽にほえろ! 第516話「白いスーツの女」（1982年、NTV） - 新井智子
- 特捜最前線 第289話「死んだ筈の女!」（1982年、ANB）
- ああ嫁姑II / 姑の自立（1985年、MBS）
- 徳川風雲録 御三家の野望（1986年、TX）
- 見上げればいつも青空（1987年、YTV）
- 七人の女弁護士 第1シリーズ 最終話「非行主婦殺人事件!」（1991年、ANB） - 芦辺千波
- 少女探偵事件ファイル（1992年、KTV）
- 半七捕物帳 第2話「情け心が悪を討つ」（1992年、NTV） - お梶
- はぐれ刑事純情派 （ANB）
  - 第6シリーズ 第5話「アリバイの無い女・取り違えた名前」（1993年） ‐ 沼田久子
  - 第7シリーズ 第7話「同窓会殺人事件 女がウソをつくとき」（1994年）
  - 第9シリーズ 第22話「痴漢を殺害!? 三角関係の母娘」（1996年）
  - 第16シリーズ 第22話「安浦刑事が殴った女」（2003年） - 富永利恵
- 土曜ワイド劇場 （ABC）
  - 京都妖怪地図（1993年）
  - お料理学校殺人事件（1997年）
  - 万引きウオッチャー小林みなみ事件日誌（2000年） - 陽子
  - 眼科医 小室瞳の推理カルテ（2001年） - 稲本時子
  - 新・赤かぶ検事奮戦記（2002年） - 菊間倫子
  - はみだし弁護士・巽志郎（2003年） - 本郷由香
  - キソウの女（2003年） - 岡山幸江
  - ハラハラ刑事～危険な二人の犯罪捜査～（2004年 - ） - 大河原美佐子
  - 癒しの事件簿～藤井若葉の被害者相談室～（2007年）
  - 愛と死の境界線（2011年）
- 明るい家族計画（1995年、CX） - 松井昌子
- ひとりにしないで（1995年、CX） - 安藤みすず
- おーい!ムコどの（1996年、TBS） - 由希子
- スウィートデビル（1998年、ANB） - 門松明美
- 月曜ドラマスペシャル / 婚前後遺症（1999年、TBS）
- こちら第三社会部（2001年、TBS）
- 部長刑事シリーズ 警部補マリコ（2001年 - 2002年、ABC） - 大森静
- 月曜ミステリー劇場 / 探偵 左文字進6（2002年、TBS） - 田中暁子
- 女と愛とミステリー / 警視庁心理分析捜査官・崎山知子1（2002年、TX） - 篠原麗子
- こちら本池上署（2003年） - 江藤雅子
- 大好き!五つ子6（2004年、TBS） - 竹内真紀子
- ヤ・ク・ソ・ク（2005年、MBS）
- ドラゴン桜（2005年、TBS） - 緒方万里子
- 水曜ミステリー9（TX）
  - 刑事吉永誠一 涙の事件簿3（2005年）
  - クラブママ立花小夜子～銀座高級クラブママVS熱海老舗旅館女将（2005年）
  - 多摩南署たたき上げ刑事・近松丙吉12 幻の男（2014年） - 石井昌子
- DRAMA COMPLEX / 松本清張スペシャル・共犯者（2006年、NTV） - お好み焼き屋のママ
- 特命!刑事どん亀（2006年、TBS）
- 浅草ふくまる旅館 第1・2シリーズ（2007年、TBS） - 百瀬克子
- 土曜プレミアム / 裸の大将 火の国・熊本篇～女心が噴火するので～（2009年、CX） - 下城矢菜子
- 泣いたらアカンで通天閣（2013年、YTV）

### 映画
- 刑事物語 くろしおの詩（1985年、東宝） - 桃子
- 新・極道の妻たち 惚れたら地獄（1994年、東映） - 坂本英子
- エンドレス・ワルツ（1995年、松竹） - バーのママ
- 本日またまた休診なり（2000年、松竹） - 保坂先生
- ラブデス LOVEDEATH（2006年、デスペラード）
- 恐竜を掘ろう（2013年、東京テアトル）
- リュウセイ（2013年、サモワール）
- ネオン蝶 第二幕（2013年、テンダープロ）
- かあちゃんに贈る歌（2014年、テンダープロ） - 主演・満子
- 銀座並木通り クラブアンダルシア（2014年、渋谷プロダクション） - とも子

### オリジナルビデオ
- 不倫白書（2013年、アルバトロス）

### 舞台
- 森進一特別公演 / 野狐三次 初姿一番纏（1983年、新宿コマ劇場）
- 俺は三四郎（1986年、名鉄ホール）

### その他のテレビ番組
- 三枝のホントにホント（12ch） - 司会
- SHARP・クイズでクイズ（日本テレビ） - 司会
- ヒラメキ大作戦（ABC）
- マネー情報（TX） - キャスター
- ジャスト経済（テレビ東京） - キャスター
- となりのテレ金ちゃん（2010年4月 - 、テレビ金沢） - 火曜日「カラダ大辞典」

### ラジオ番組
- ファイナンシャルBOX（～2009年6月、ラジオNIKKEI 月曜16:00-17:00）
- ファイナンシャルBOXプレミアム（2009年7月～12月、ラジオNIKKEI 月曜15:15-16:00）
- 教えて! ドクター（2010年4月～2011年3月、ラジオNIKKEI 第1・第2金曜15:05-20）

## 作品

### 著書
- 『あいはら友子の株でひと儲け』〈ミューブックス〉、毎日新聞社、1987年9月20日。
- 『あいはら友子のお金大好き!』毎日新聞社 ミューブックス　1988
- 『いまマネー情報のつかみ方 このおもしろマネー簿やらなきゃ損する』青春出版社 プレイブックス　1989
- 『あいはら友子のお客様に褒められる料理 簡単にできて豪華で美味しい』二見書房 サラ・ブックス　1991
- 『あいはら友子の結婚するなら一流男性 医者・弁護士・ヤンエグと結婚する方法』池田書店 1991
- 『てっとり早く運をつかむ方法 金運上昇財運』ブックハウスジャパン 2001
- 『必ず運はつかめる あいはら友子の画文集』アートン 2003
- 『あいはら友子の赤富士パワー超ウルトラ開運術』主婦と生活社 2004
- 『家族の命リレー 生体肝移植』アートン 2004
- 『てっとり早く運をつかむ方法 金運上昇財運』文芸社 2004
- 『あいはら流「もうける株!」』講談社 2005
- 『四季彩富士 あいはら友子画集』浅井博司監修 近代映画社 2005
- 『前世と守護霊がわかる本 運が開ける宿命論』幻冬舎 2005
- 『あいはら友子のゼニ論!』講談社 2006
- 『株パラ 黄金の株で毎月3割儲けて老後に備える!』廣済堂出版 2006
- 『手の上のシャボン玉 肝臓移植が救う命と愛』幻冬舎 2006
- 『愛犬ワンコ・スピリチュアル ワンコの本当の悩みがわかりますか?』扶桑社 2008
- 『飾るだけで幸運が舞い込む「開運富士」の絵』主婦と生活社 別冊週刊女性　2008
- 『あいはら友子「富士と鳳凰の絵」 見るだけで幸運が舞い降りる!』マキノ出版 2010
- 『あなたの運をスピーディーに上げる方法』アールズ出版 2010
- 『運がいい人のシンプルな習慣』ビジネス社 2010
- 『黄色と金色で金運を呼ぶ「黄金富士」の絵』主婦と生活社・別冊週刊女性　2010
- 『「大難」から救われる10人の中の1人になる方法』主婦と生活社　2010
- 『あいはら友子愛と幸せを呼ぶ「花と富士」 飾るだけで、お金、健康、人間関係が好転!!』主婦の友社 2011
- 『あなたに幸運を呼び込む絵 見ると開運パワーが高まる!』PHP研究所 2011
- 『怖いほど当たる!空海の星占い 高野山に1200年伝わる最強の占星術』マキノ出版 2011
- 『開運!あなたを護る神なる富士の絵』主婦と生活社 2012
- 『開運!空海の言魂』主婦と生活社　2012
- 『五行に基づく開運富士と幸せを呼ぶ鳳凰の絵』ワニブックス 2012
- 『不運・不幸・悪運を取り去る厳寒富士の絵』不安クラブ 2012
- 『あいはら友子の最強開運ブック 赤富士パワーで金運・家庭運・恋愛運を呼び込む作法 見るだけで幸せになる「開運!赤富士絵画」』不安クラブ 2013
- 『幸せを呼ぶ富士山の絵』主婦と生活社　2013
- 『こわいほどよく当たる2015年金宿星占い』徳間書店　2014
- 『体幹からやせる!フラミンゴダイエット』主婦と生活社　2014
- 『こわいほどよく当たる2016年金宿星占い』徳間書店、2015
- 『こわいほどよく当たる2017年金宿星占い』徳間書店　2016

### 共著・監修
- 『株でこっそり年収1000万 お金に好かれる77の技術』深野康彦アドバイザー アートン 2004
- 『株はこれから2年 絶対の売り時、買い時がわかる本』松本大共著 幻冬舎 2004
- 『お金と幸せをつかむ本 八角鏡と富士絵画で大開運!』高島万鳳共監修 芸文社 2015